# Bosc del Viaplana
|  | Per a altres significats, vegeu «Viaplana». |

El Bosc del Viaplana és un bosc del poble de Riells del Fai, en el terme municipal de Bigues i Riells, al Vallès Oriental.
Està situat a llevant de la urbanització dels Boscos de Riells, al sud-est del poble de Riells del Fai. Queda també a migdia de Can Mimeri i al nord d'on hi havia hagut Can Conillo.
Es tracta d'un topònim romànic modern, derivat de la pertinença d'aquest bosc al mas Viaplana.